# Рейкове коло
Рейкове коло — електричне коло, в якому є джерело живлення та навантаження (колійне реле), а провідниками електричного струму служать рейкові нитки залізничної колії.

## Пристрій та принцип дії
Рейкові кола служать для контролю вільного або зайнятого стану ділянки колії на перегонах і станціях, контролю цілісності рейкових ліній, передачі кодових сигналів з колійних пристроїв на локомотив і між колійними пристроями.

### Параметри рейкових кіл
При передачі сигнального струму від джерела живлення до колійного реле, частина енергії втрачається за рахунок падіння напруги на опорі рейкових ниток і витоків струму через опір ізоляції. Опір ізоляції рейкового кола залежить від типу баласту та шпал, їх забруднення, температури і вологості навколишнього середовища, зазору між баластом і підошвами рейки і практично не змінюється при зміні частоти сигнального струму від 0 до 2000 Гц. Добрими ізоляційними властивостями володіють щебінь і гравій, найгіршими — пісок. Залізобетонні шпали мають менший опір в порівнянні з дерев'яними, тому підошви рейок ізолюються від них гумовими прокладками. Встановлено норма мінімального питомого опору ізоляції для всіх видів баласту — 1 Ом/км. У зимовий час опір ізоляції може досягати 100 Ом/км.
Питомий опір рейкового кола залежить від частоти сигнального струму і збільшується від 0,5 Ом/км при частоті 25 Гц до 7,9 Ом/км при частоті 780 Гц. Для стабілізації опору рейкових ниток, що складаються з кіл, скріплених накладками, на струмопровідних стиках встановлюються стикові з'єднувачі.

### Види рейкових кіл
За принципом дії рейкові кола поділяються на нормально-замкнуті і нормально-розімкнуті. У нормально-замкнутих рейкових колах, при вільному стані контрольованої ділянки, колійне реле перебуває під струмом, контролюючи вільність ділянки і справність всіх елементів. У нормально-розімкнутих рейкових колах, при вільному стані контрольованої ділянки, колійне реле перебуває в знеструмленому стані. Перевагами нормально-розімкнутих рейкових кіл є вища швидкодія при фіксації зайнятості контрольованої ділянки колії (бо реле швидше притягає якір, ніж відпускає) і менша витрата кабелю (оскільки живильний і релейний кінець рейкового кола суміщені). Проте в нормально-розімкнутих рейкових колах не контролюється справність елементів і цілісність рейкових ниток, тому вони застосовуються тільки на сортувальних гірках.
Існують три основні режими роботи нормально-замкнутих рейкових кіл:
- Нормальний — рейкове коло вільний від рухомого складу;
- Шунтовий — хоча б одна колісна пара рухомого складу знаходиться на рейковому колі;
- Контрольний — порушена цілісність рейкового кола (рейкової нитки або кабелю).

У нормальному режимі сигнальний струм протікає по рейкових нитках від джерела до колійного реле, фронтові контакти якого замикаються, і фіксують вільність контрольованої ділянки. В шунтовому режимі рейкові нитки замикаються між собою через малий опір колісних пар, різко зменшується сила струму, що протікає через колійне реле, яке розмикає фронтові контакти і замикає тилові, і фіксує зайнятість контрольованого ділянки. У контрольному режимі струм через колійне реле зменшується (але не до нуля, через поширення струму через баласт в обхід місця розриву), в результаті чого фіксується зайнятість контрольованої ділянки.
Для живлення рейкових кіл може використовуватися постійний або змінний сигнальний струм. Рейкові кола постійного струму застосовуються на ділянках з автономною тягою, змінного — на ділянках, як з автономною, так і з електричною тягою.
Режим живлення рейкових ланцюгів може бути:
- Безперервний — використовується в рейкових колах, контролюючих станційні колії та стрілочні переводи; рейкові кола можуть доповнюватися апаратурою кодування (при цьому кодування рейкового кола включається при визначенні її зайнятості);
- Імпульсний — застосовується для живлення рейкових кіл постійним струмом;
- Кодовий — застосовується в системах кодового автоблокування на перегонах.

В рейкових колах використовуються одноелементні, двоелементні, електронні та мікропроцесорні колійні реле. Двоелементні (фазочутливі) реле мають колійну обмотку, включену в рейкове коло і місцеву обмотку. Спрацювання реле відбувається при однаковій частоті струму в колійній та місцевій обмотках і зсуву фаз між ними на певний кут. Перевагою фазочутливих реле є надійний захист від впливу тягового струму та інших перешкод.
Для контролю зайнятості стрілочних переводів використовуються розгалужені рейкові кола, які можуть мати два або три колійних реле.

### Поділ суміжних рейкових кіл
Для поділу суміжних рейкових кіл на межах контрольованих ділянок встановлюються ізолюючі стики. При пошкодженні (сході) ізолюючих стиків має бути виключений вплив джерела живлення одного рейкового кола на колійне реле суміжного РК, колійні реле обох кіл повинні фіксувати неправдиву зайнятість. Для цього в рейкових колах з безперервним живленням при використанні постійного струму чергується полярність джерел живлення суміжних кіл, при використанні змінного струму — чергуються фази. Контроль сходу стику в кодових рейкових колах здійснюється схемним шляхом.
Тональні рейкові кола на перегонах працюють без ізолюючих стиків. Взаємні впливи виключаються застосуванням на суміжних ділянках сигналів з різними несучими частотами і частотами модуляції.

### Каналізація зворотного тягового струму
Зворотний тяговий струм може пропускатися по одній нитці рейкового кола (однониткові кола) або по двох рейкових нитках (двониткові кола). У двониткових рейкових колах для пропуску струму в обхід ізолюючого стику використовуються дросель-трансформатори. Асиметрія тягового струму, яка виникає внаслідок нерівності опору ниток або опору ізоляції, справляє негативний вплив на роботу АЛС і не повинна перевищувати 15 А. Однониткові рейкові кола простіше двониткових, бо в них відсутні дросель-трансформатори, але через нерівномірність розподілу тягового струму неможлива робота АЛС, тому однониткові рейкові кола використовуються тільки на некодованих станційних коліях.